# Kawasaki Ki-102
Il Kawasaki Ki-102  (川崎 キ-102 ?, Kawasaki ki hyakuni), identificato anche come Aereo da attacco Tipo 4 (四式襲撃機?, Yon-shiki shūgekiki), Aereo da caccia biposto Tipo 5 (五式複座戦闘機?, Go-shiki fukuza sentōki), Aereo da attacco bimotore Tipo 5 (五式双発襲撃機?, Go-shiki sōhatsu shūgekiki), nome di identificazione alleato Randy, fu un aereo militare multiruolo bimotore, biposto e monoplano ad ala bassa, sviluppato dalla giapponese Kawasaki Kōkūki Kogyo, divisione aeronautica della Kawasaki Heavy Industries, nei primi anni quaranta.
Realizzato per sostituire il precedente Ki-45 non riuscì ad essere impiegato intensamente in quanto consegnato ai reparti nell'ultima fase della seconda guerra mondiale.
Vennero progettate tre versioni: il caccia pesante diurno Ki-102a, il Ki-102b da attacco al suolo e il Ki-102c per la caccia notturna.

## Impiego operativo
Entrò in servizio nel 1944 ma ne venne fatto solo un uso limitato. La versione principale, la Ki-102b, venne assegnata come riserva per proteggere il territorio giapponese da un possibile attacco diretto, ma si mostrò in azione anche durante la battaglia di Okinawa. La scelta tattica di non schierare il modello in servizio di prima linea era giustificata dalla speranza di utilizzarlo come vettore del missile aria-superficie guidato Igo-1-B nel caso di invasione del Giappone da parte delle forze alleate. Il progressivo collasso dell'impero giapponese gli permise di effettuare solo 26 missioni da caccia e 238 missioni da attacco al suolo.

## Versioni
Ki-102
prototipo, realizzato in tre esemplari.
Ki-102a
versione caccia d'alta quota dall'aspetto simile al 102b, caratterizzato dall'adozione di turbocompressori abbinati al motore che consentivano il mantenimento di una quota operativa più elevata. Il cannone Ho-401 da 57 mm venne sostituito con uno da 37 mm, e la mitragliatrice posteriore da 12,7 mm eliminata; prodotta in 26 esemplari.
Ki-102b
versione da attacco al suolo simile al prototipo ad eccezione del ruotino di coda ridisegnato, prodotta in 207 esemplari.
Ki-102c
versione caccia notturno caratterizzata da una fusoliera allungata e strumentazione di intercettazione. Il radar era posizionato in una struttura in plexiglas e la dotazione offensiva consisteva in cannoni da 20 mm installati in posizione obliqua e da un cannone ventrale da 30 mm in sostituzione dell'originale da 20 mm; prodotta in 2 esemplari.
Ki-108
prototipo, caccia monoposto d'alta quota dotato di cabina di pilotaggio pressurizzata, due conversioni dalla versione Ki-102b utilizzando i miglioramenti strutturali introdotti nella versione sul 102c.

## Utilizzatori
Giappone
- Dai-Nippon Teikoku Rikugun Kōkū Hombu